# 晋陵县 (西晋)
晋陵县，中国古县名。
西晋永嘉五年（311年），因避东海王司马越世子司马毗讳，以毗陵县改名。治所在今江苏省常州市。东晋、南朝时，为晋陵郡治所。隋朝时先后为常州和毗陵郡治所。唐朝至元朝，与武进县先后同为常州、常州路治所。元朝至正十七年（1357年），朱元璋改名京临县，寻废入永定县，二十二年又改永定县为武进县。